# Fun 2 Robots
Fun 2 Robots je česko-slovenské studio soustředící se na tvorbu videoher. V současné době sídlí v Praze.
Studio vzniklo z bývalých zaměstnanců slovenského Cauldronu. Původně sídlilo v Bratislavě, ale na přelomu let 2014 a 2015 se přemístilo do Prahy, kde sídlí na stejné adrese jako studia Mingle Games, About Fun a Charged Monkey.

## Hry
- 2015 – Future Factory[3]
- 2015 – Die in Style[4]